# Canardo
Canardo, ook Een onderzoek van inspecteur Canardo, is een Belgische stripreeks bedacht, getekend en geschreven door Benoît Sokal. De reeks wordt uitgegeven door Casterman. De reeks verscheen in meerdere talen, waaronder Engels en Duits. Sokal liet stilaan het tekenwerk van deze strip over aan zijn assistent Pascal Regnauld maar bleef wel zelf de scenario's schrijven.

## Inhoud
De reeks speelt in een antropomorfe dierenwereld. Inspecteur Canardo is een aan drank verslaafde detective in een film noir-setting. Hij is een melancholische eend - canard is het Franse woord voor eend - steevast gekleed in een lange jas en een sigaret bungelend uit zijn snavel. Hij is een antiheld aan de onderkant van de samenleving.

## Publicatiegeschiedenis
Het eerste verhaal van Canardo tekende Sokal in 1978. De eerste Nederlandstalige versies verschenen vanaf november 1980 in het stripblad Wordt Vervolgd. In 1985 werden deze verhalen gebundeld uitgegeven in de reeks Wordt Vervolgd Romans. Vanaf 1981 verschenen vijf verhalen in de reeks Een strip... een auteur. Vanaf 1990 werden de verhalen bij Casterman uitgegeven in een eigen Canardo-reeks.
| Jaar    | Nr | Verhaal                                  | Aantal pagina's | 1e publicatie                                    |
| ------- | -- | ---------------------------------------- | --------------- | ------------------------------------------------ |
| 1978-03 | 1  | De dood van Hortense                     | 4               | Wordt Vervolgd nr. 2 (november 1980)             |
| 1978-04 | 2  | Frankardo                                | 4               | Wordt Vervolgd nr. 3 (december 1980)             |
| 1978-05 | 3  | Peterselie in de oren                    | 4               | Wordt Vervolgd nr. 4 (januari 1981)              |
| 1978-07 | 4  | De smeris die mij liefhad                | 6               | Wordt Vervolgd nr. 5 (februari 1981)             |
| 1978-09 | 5  | De wraak van Canardo                     | 4               | Wordt Vervolgd nr. 6 (maart 1981)                |
| 1978-10 | 6  | Columbia                                 | 4               | Wordt Vervolgd nr. 7 (april 1981)                |
| 1978-11 | 7  | Smartlap                                 | 4               | Wordt Vervolgd nr. 8 (mei 1981)                  |
| 1978-12 | 8  | In het reine                             | 4               | Wordt Vervolgd nr. 9 (juni 1981)                 |
| 1979-01 | 9  | De nacht van No. 065724                  | 4               | Wordt Vervolgd nr. 10 (juli 1981)                |
| 1979-01 | 10 | Tot morgen Canardo Ja wat                | 1/2             | Van niksdoen krijg je dorst (1985)               |
| 1979-02 | 11 | De vullisbakkensekte                     | 4               | Wordt Vervolgd nr. 1 (oktober 1980)              |
| 1979-03 | 12 | Held zonder glorie                       | 4               | Wordt Vervolgd nr. 11 (augustus 1981)            |
| 1979-11 | 13 | Le mystère Canardo                       | 1/4             |                                                  |
| 1980-02 | 14 | De erfenis van Canardo                   | 8               | Van niksdoen krijg je dorst (1985)               |
| 1980-06 | 15 | Siepie leert de liefde kennen            | 4               | Van niksdoen krijg je dorst (1985)               |
| 1980-10 | 16 | De vreemdeling                           | 4               | Van niksdoen krijg je dorst (1985)               |
| 1980-11 | 17 | Moord in de berm                         | 44              | Moord in de berm (1981)                          |
| 1981-01 | 18 | New York ses buildings ses crimes        | 2               |                                                  |
| 1981-07 | 19 | Het teken van Raspoetin                  | 44              | Wordt Vervolgd nr. 13-15 (nov. 1981 - jan. 1982) |
| 1982-10 | 20 | De zachte dood                           | 43              | Een zachte dood (1983)                           |
| 1984-01 | 21 | De roes van het bloed                    | 44              | De roes van het bloed (1985)                     |
| 1985-07 | 22 | Amoxonië                                 | 43              | Amoxonië (1986)                                  |
| 1989-02 | 23 | De witte cadillac                        | 43              | De witte cadillac (1990)                         |
| 1991-04 | 24 | Het verzwolgen eiland                    | 46              | Het verzwolgen eiland (1992)                     |
| 1993-02 | 25 | Het kanaal van de angst                  | 45              | Het kanaal van de angst (1985)                   |
| 1995-08 | 26 | Goot der wanhoop                         | 46              | Goot der wanhoop (1995)                          |
| 1996-12 | 27 | Le bus de Canardo                        | 5               |                                                  |
| 1997-12 | 28 | Allez Jean Paul c'est que                | 1               |                                                  |
| 1999-10 | 29 | Het meisje dat droomde van de horizon    | 46              | Het meisje dat droomde van de horizon (1999)     |
| 2001-01 | 30 | Niks dan ellendige geheimpjes            | 45 3/4          | Niks dan ellendige geheimpjes (2001)             |
| 2002-02 | 31 | Het kindermeisje met bloed aan de handen | 46              | Het kindermeisje met bloed aan de handen (2002)  |
| 2003-04 | 32 | De dronkaard met de witte boord          | 46              | De dronkaard met de witte boord (2003)           |
| 2004-04 | 33 | In de olie                               | 45 3/4          | In de olie (2004)                                |
| 2005-04 | 34 | De Belgische kwestie                     | 46              | De Belgische kwestie (2005)                      |
| 2006-08 | 35 | In de schaduw van het beest              | 46              | In de schaduw van het beest (2006)               |
| 2008-01 | 36 | Dodelijke spijt                          | 46              | Dodelijke spijt (2008)                           |
| 2009-01 | 37 | Het meisje zonder gezicht                | 46              | Het meisje zonder gezicht (2009)                 |
| 2010-04 | 38 | De asbestemming                          | 46              | De asbestemming (2010)                           |
| 2011-08 | 39 | Een flater van formaat                   | 46              | Een flater van formaat (2011)                    |
| 2012-10 | 40 | Honingval                                | 46              | Honingval (2012)                                 |
| 2013-10 | 41 | De oude eend en de zee                   | 46              | De oude eend en de zee (2013)                    |
| 2015-03 | 42 | Moord op het meer                        | 46              | Moord op het meer (2015)                         |
| 2016-09 | 43 | De dood heeft groene ogen                | 46              | De dood heeft groene ogen (2016)                 |
| 2018-01 | 44 | De extreme winter                        | 46              | De extreme winter (2018)                         |

## Albums
Het album uit 1985 met nummer nul in de reeks bevat 14 korte verhalen in zwart-wit en werd uitgegeven als Wordt Vervolgd Roman nummer 14. In 2002 werd een herdruk in kleur uitgegeven dat echter maar 10 van deze verhalen bevat.
Casterman gaf in 1981 Moord in de berm uit als deel van de reeks Een strip... een auteur. Tussen 1982 en 1986 verschenen nog eens vier albums in deze reeks.
Vanaf 1990 kreeg Canardo een eigen reeks bij Casterman. De voorgaande vijf delen werden in 1990 ook heruitgegeven in de nieuwe reeks. Deze reeks kent enkel hardcoveruitgaven.
| Jaar | Reeks/Nr                      | Verhaal                                  | Uitgever  | Oorspronkelijke titel             |
| ---- | ----------------------------- | ---------------------------------------- | --------- | --------------------------------- |
| 1981 | Een strip... een auteur nr. 1 | Moord in de berm                         | Casterman | Le chien debout                   |
| 1982 | Een strip... een auteur nr. 3 | Het teken van Raspoetin                  | Casterman | La marque de Raspoutine           |
| 1983 | Een strip... een auteur nr. 6 | De zachte dood                           | Casterman | La mort douce                     |
| 1985 | Een strip.. een auteur nr. 14 | De roes van het bloed                    | Casterman | Noces de brume                    |
| 1985 | Wordt Vervolgd Romans nr. 14  | Van niksdoen krijg je dorst              | Casterman |                                   |
| 1986 | Een strip.. een auteur nr. 16 | Amoxonië                                 | Casterman | L'Amerzone                        |
| 1990 | Canardo nr. 1                 | Moord in de berm                         | Casterman | Le chien debout                   |
| 1990 | Canardo nr. 2                 | Het teken van Raspoetin                  | Casterman | La marque de Raspoutine           |
| 1990 | Canardo nr. 3                 | De zachte dood                           | Casterman | La mort douce                     |
| 1990 | Canardo nr. 5                 | Amoxonië                                 | Casterman | L'Amerzone                        |
| 1990 | Canardo nr. 6                 | De witte cadillac                        | Casterman | La cadillac blanche               |
| 1991 | Canardo nr. 4                 | De roes van het bloed                    | Casterman | Noces de brume                    |
| 1992 | Canardo nr. 7                 | Het verzwolgen eiland                    | Casterman | L'île noyée                       |
| 1994 | Canardo nr. 8                 | Het kanaal van de angst                  | Casterman | Le canal de l'angoisse            |
| 1995 | Canardo nr. 9                 | Goot der wanhoop                         | Casterman | Le caniveau sans lune             |
| 1999 | Canardo nr. 10                | Het meisje dat droomde van de horizon    | Casterman | La fille qui rêvait d'horizon     |
| 2001 | Canardo nr. 11                | Niks dan ellendige geheimpjes            | Casterman | Un misérable petit tas de secrets |
| 2002 | Canardo nr. 12                | Het kindermeisje met bloed aan de handen | Casterman | La nurse aux mains sanglantes     |
| 2002 | Canardo nr. 0                 | Van niksdoen krijg je dorst              | Casterman |                                   |
| 2003 | Canardo nr. 13                | De dronkaard met de witte boord          | Casterman | Le buveur en col blanc            |
| 2004 | Canardo nr. 14                | In de olie                               | Casterman | Marée noire                       |
| 2005 | Canardo nr. 15                | De Belgische kwestie                     | Casterman | L'affaire belge                   |
| 2006 | Canardo nr. 16                | In de schaduw van het beest              | Casterman | L'ombre de la bête                |
| 2008 | Canardo nr. 17                | Dodelijke spijt                          | Casterman | Une bourgeoise fatale             |
| 2009 | Canardo nr. 18                | Het meisje zonder gezicht                | Casterman | La fille sans visage              |
| 2010 | Canardo nr. 19                | De asbestemming                          | Casterman | Le voyage des cendres             |
| 2011 | Canardo nr. 20                | Een flater van formaat                   | Casterman | Une bravure bien baveuse          |
| 2012 | Canardo nr. 21                | Honingval                                | Casterman | Piège de miel                     |
| 2013 | Canardo nr. 22                | De oude eend en de zee                   | Casterman | Le vieux canard et la mer         |
| 2015 | Canardo nr. 23                | Moord op het meer                        | Casterman | Mort sur le mer                   |
| 2016 | Canardo nr. 24                | De dood heeft groene ogen                | Casterman | La mort aux yeux verts            |
| 2018 | Canardo nr. 25                | Een extreme winter                       | Casterman | Un con en hiver                   |